# Trofarello
Trofarello (piemontesisch Trofarel) ist eine Gemeinde in der italienischen Metropolitanstadt Turin (TO), Region Piemont.

## Lage und Einwohner
Trofarello liegt 15 km südöstlich von Turin. Der Ort liegt auf einer Höhe von 300 m. Das Gemeindegebiet umfasst eine Fläche von 12,32 km², die Einwohnerdichte beträgt etwa 900 Einwohner/km². Trofarello hat 10.600 Einwohner (Stand 31. Dezember 2023). Die Gemeinde besteht aus den Ortsteilen Valle Sauglio und Trofarello. Die Nachbargemeinden sind Pecetto Torinese, Moncalieri, Cambiano und Santena. Der Schutzpatron des Ortes ist Rochus von Montpellier.

## Geschichte

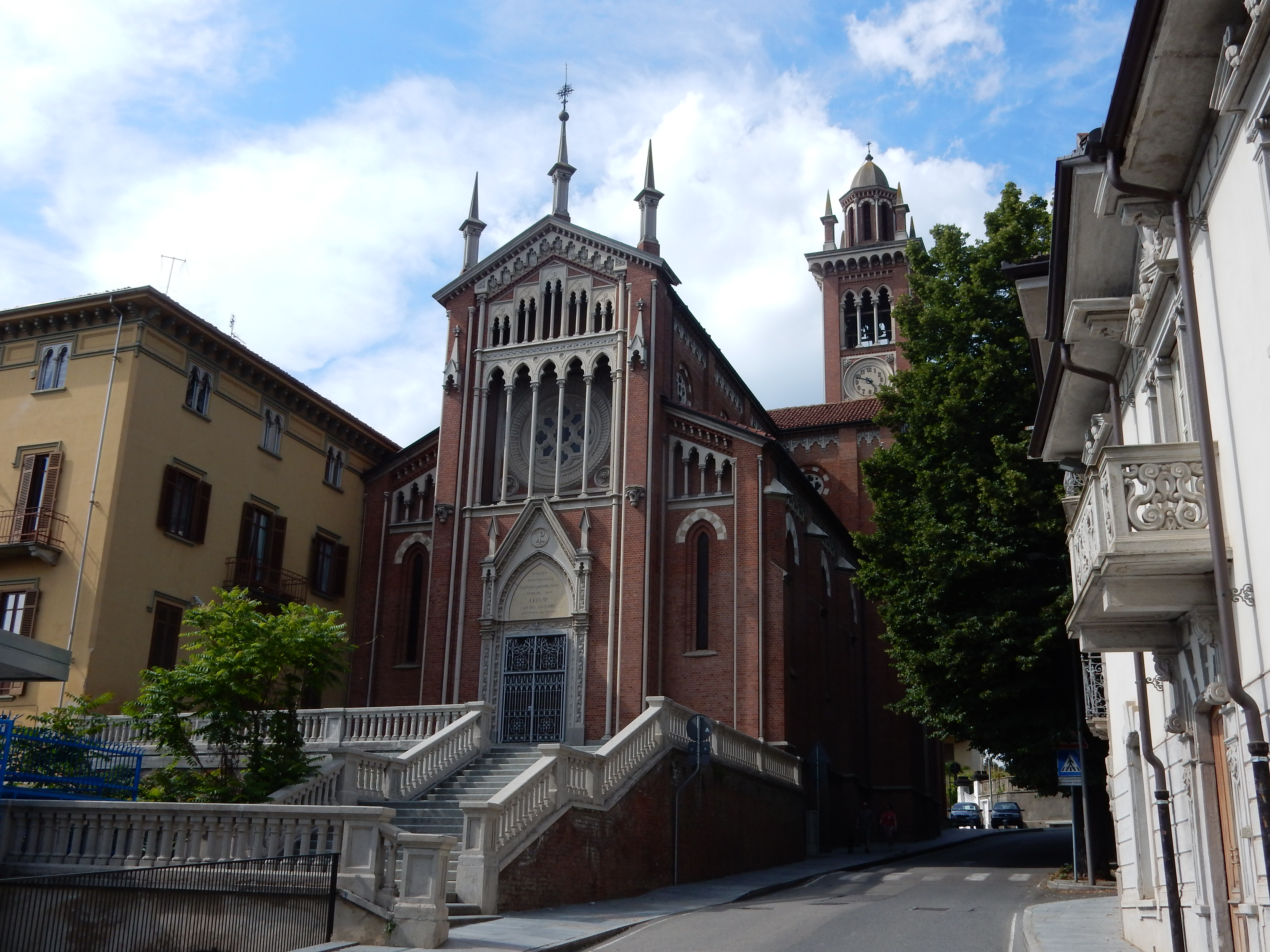
Kirche Santi Quirico e Giulitta

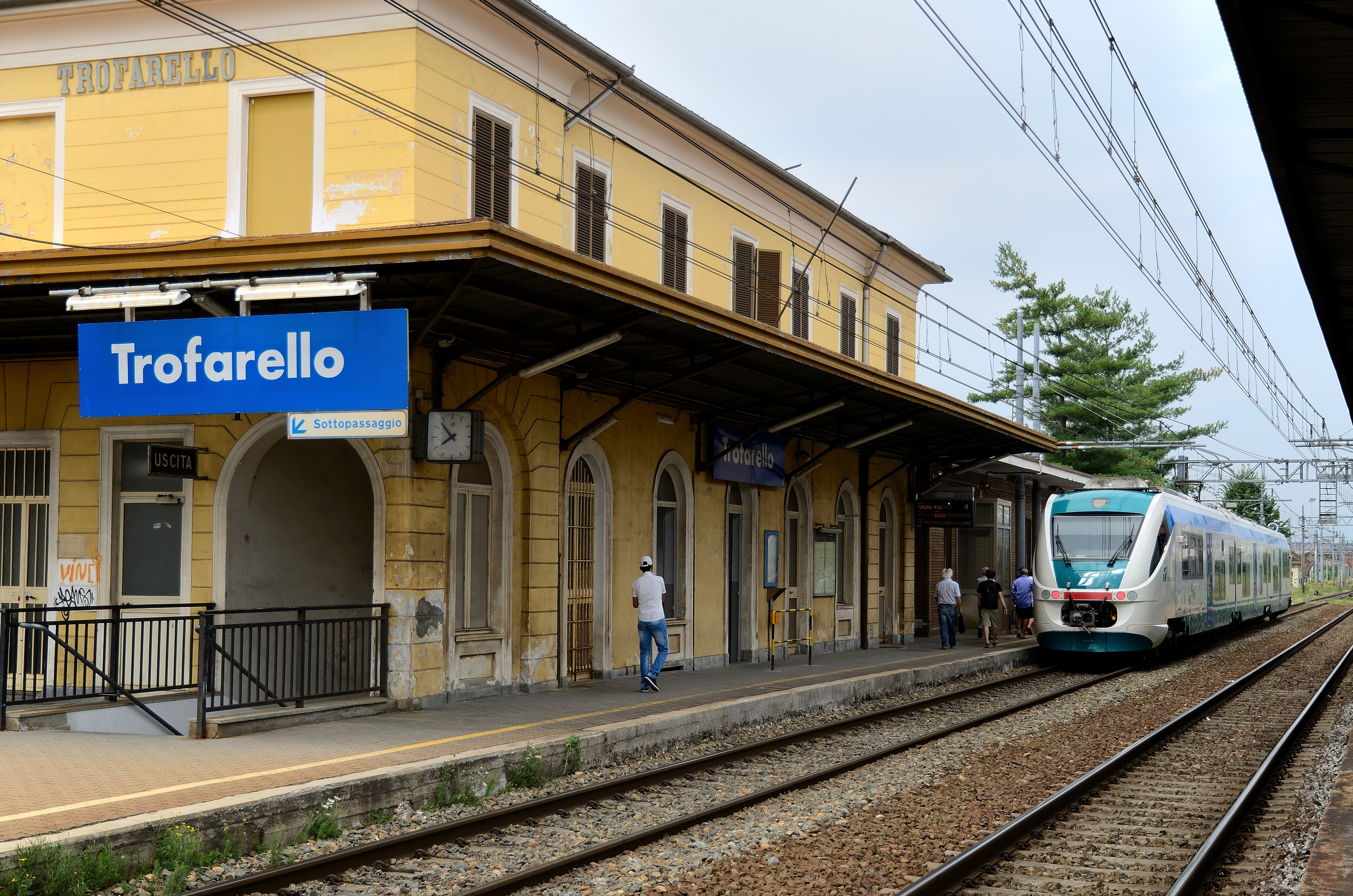
Bahnhof 2011

In der prähistorischen Zeit überschnitten sich Populationen ligurischer Abstammung mit den lokal vorhandenen Populationen und später mit diesen mit keltischen Populationen. Vom Einfluss der Kelten zeugen Bronzefibeln aus dem 3. Jahrhundert v. Chr., die im Gebiet von Trofarello gefunden wurden.
Umfangreichere Dokumentationen gibt es von der römischen Präsenz, die sich ab dem 2. Jahrhundert v. Chr. im Piemont entwickelte. Tatsächlich wurden an verschiedenen Orten römische Fundamente und Ziegel gefunden. Im Trofarello-Gebiet, insbesondere in der Nähe der Madonna di Celle, wurden Teile von Kapitellen und Säulen gefunden.
Es gibt auch Zeugnisse aus der Zeit nach dem Untergang des Weströmischen Reiches, aus dem 4. und 5. Jahrhundert, als das Piemont von Truppen durchzogen wurde, die größtenteils aus germanischen Gruppen wie Hunnen, Goten und Vandalen bestanden, die sicherlich auch hier vertreten waren setzt. Darüber hinaus wurden Erkenntnisse über die Anwesenheit lombardischer Stämme oder Garnisonen gefunden.
In der von den Langobarden eingeführten Verwaltungsgliederung war Trofarello ein Lehen der Familie Guaggoni oder Vangioni, dann Vagnone, Grafen und Herren von Trofarello und Celle.
Das älteste noch erhaltene Dokument, in dem Trofarello als spezifische physische Gebietseinheit erwähnt wird, stammt aus dem Jahr 1228, also aus der Zeit Friedrichs II., Neffe von Barbarossa; Darin befindet sich eine Schenkungsurkunde des Kreises Celle an die Herren von Revigliasco und Trofarello: nämlich die Familie Vagnone.
Was den Contado verstärkte, war die Funktion eines Verteidigungs-, Ruhe- und Versorgungspostens, den er entlang der Kommunikationsroute zwischen Genua und Frankreich ausübte.
Das Dorf Trofarello wurde 1848 mit der ersten piemontesischen Eisenbahn erreicht. Die Strecke Turin-Trofarello war der erste Abschnitt der Bahnstrecke Turin–Genua. Trofarello war einige Monate lang die Endstation des einzigen Zuges im Königreich Sardinien, bis er im folgenden Jahr nach Asti verlängert wurde. Die Fertigstellung der gesamten Strecke bis Genua erfolgte im Jahr 1853. Im Jahr 1878 wurde Trofarello zum Knotenpunkt der Linie Trofarello-Chieri, über die die Einwohner von Chieri noch heute nach Turin reisen. Die durch Trofarello führende Dampfleitung wurde bereits zwischen 1921 und 1922 mit dreiphasigem Wechselstrom elektrifiziert. Die Genueser Tunnel waren bereits zwischen 1911 und 1914 elektrifiziert worden, um das dramatische Problem der giftigen Dämpfe im Tunnel zu lösen, die durch kohlebetriebene Lokomotiven verursacht wurden. Mit der Elektrifizierung der gesamten Strecke war es schließlich möglich, diese vollständig mit Elektrolokomotiven zu befahren und so einen Wechsel an der Kreuzung Ronco Scrivia vor der Einfahrt in die Passtunnel in Richtung Genua zu vermeiden. Die heutige 3000-V-Gleichstromelektrifizierung wurde 1961 im Zuge der Modernisierung des gesamten Turiner Streckennetz installiert.
Im Jahr 1956 wuchs das Gebiet von Trofarello, nachdem der Weiler Valle Sauglio, der sich von Pecetto getrennt hatte, zur Gemeinde zusammengelegt wurde.

## Städtepartnerschaft
- Le Teil, seit 1972
- Raunheim, seit 1986